# یانوش بورژئی
یانوش بورژئی (مجاری: János Börzsei; ۹ اکتبر ۱۹۲۱ – ۳۰ اوت ۲۰۰۷) بازیکن فوتبال اهل مجارستان بود.
از باشگاه‌هایی که در آن بازی کرده‌است می‌توان به باشگاه فوتبال سی‌اف‌آر کلوژ و باشگاه فوتبال ام‌تی‌کی بوداپست اشاره کرد.
وی به‌همراه تیم ملی فوتبال مجارستان به مقام قهرمانی فوتبال در بازی‌های المپیک تابستانی ۱۹۵۲ دست پیدا کرده‌است.